# Eurypyga helias
Il tarabuso del sole (Eurypyga helias (Pallas, 1781) è l'unica specie della famiglia degli Euripigidi (Eurypygidae) e del genere Eurypyga.

## Descrizione

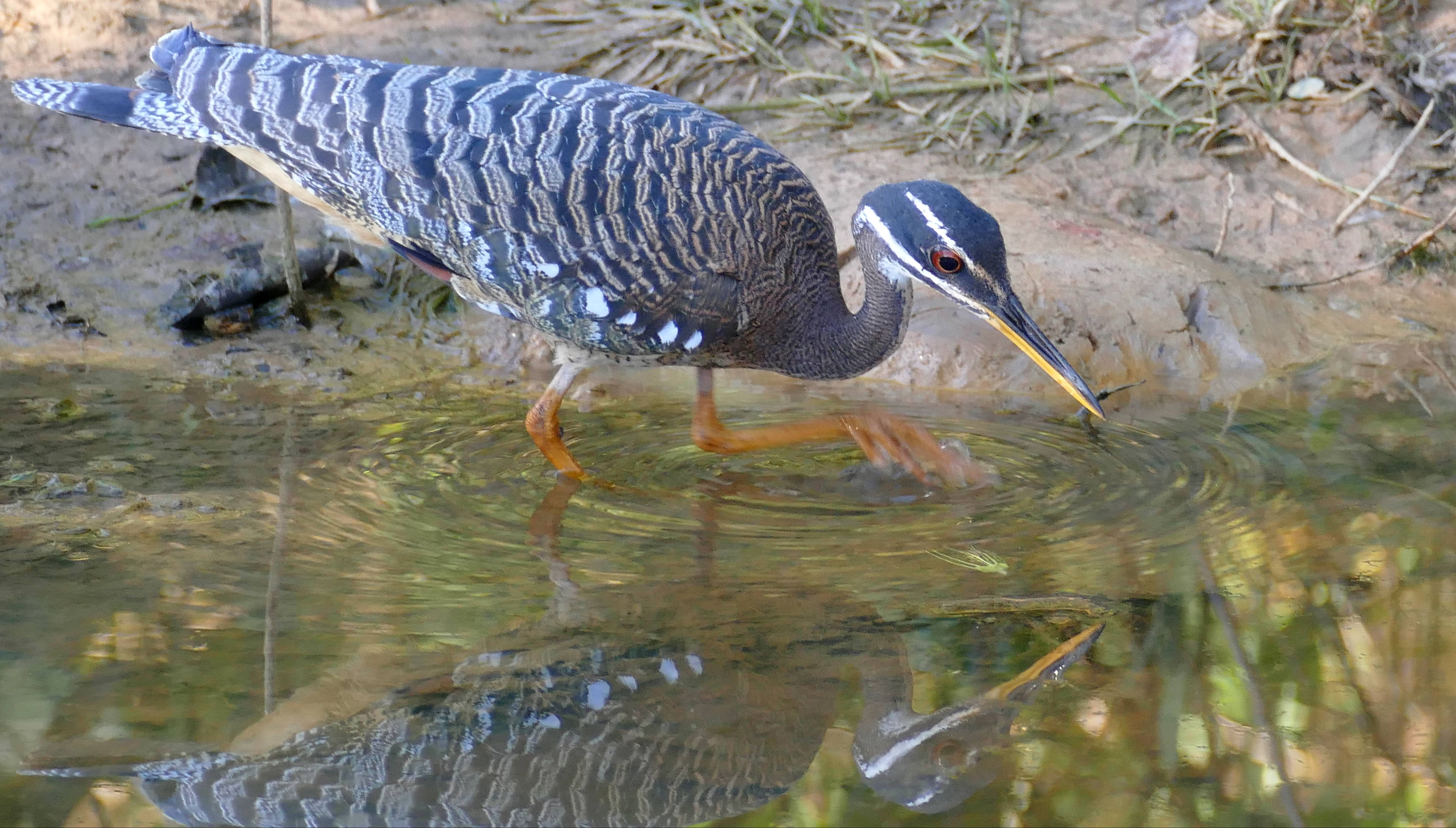
Esemplare di Eurypyga helias

I tarabusi del sole sono uccelli di taglia media (43–48 cm) simili agli Ardeidi e ai Rallidi, con lungo becco, testa stretta, collo lungo e piumaggio variopinto.

## Distribuzione e habitat
Questa specie vive in America centrale e nel nord dell'America meridionale, nelle foreste tropicali e sub-tropicali umide, in prossimità dell'acqua.

## Biologia
Uccello solitario e prevalentemente notturno, il tarabuso del sole si ciba prevalentemente di insetti, piccoli rettili e pesci.